# Licence professionnelle en automatique et informatique industrielle
La licence professionnelle automatique et informatique industrielle (ou LP AII) est un diplôme d'État de premier cycle, généralement délivrée par les IUT. La LP AII permet à des étudiants d'être formés par des enseignants et des professionnels aux métiers de l'automatisme et de l'informatique pour les industries. Durant la formation, les étudiants apprennent à faire face à divers cas concrets et à conduire des projets professionnels complets.
Depuis 2019, les licences professionnelles peuvent s'effectuer en un à trois ans, et sont délivrées au terme d'un parcours de 180 crédits ECTS. Elles peuvent être intégrées après un baccalauréat pour les parcours en 3 ans, ou après l'obtention de 30 à 120 ECTS, et peuvent donner lieu à la délivrance intermédiaire d'un diplôme universitaire de technologie (DUT) ou d'un Diplôme d'études universitaires scientifiques et techniques (DEUST).
En IUT, la licence professionnelle est le bachelor universitaire de technologie en génie électrique et informatique industrielle.

## Les différentes options
La licence professionnelle AII est une formation proposée par plusieurs établissements en France. Une option différente est proposée suivant l'établissement qui propose la formation.
Voici une liste non exhaustive des options disponibles : 
- Maintenance des systèmes automatisés
- Électronique et informatique des systèmes industriels
- Systèmes industriels automatisés et maintenance
- Instrumentation et réseaux
- Systèmes Automatisés et Réseaux Industriels
- Microcircuits, cartes et applications
- Systèmes Automatisés et Réseaux Industriels en Environnement Contrôlé
- Techniques et technologies avancées de maintenance – contrôles non destructifs pour la maintenance prévisionnelle
- Systèmes embarqués
- Automatismes, Réseaux Industriels, Vision et Ergonomie
- Supervision et traçabilité
- Réseaux et Instrumentation Intelligente pour les systèmes automatisés
- Informatique de Commande en Réseau
- Automatisme Supervision Traçabilité Réseaux
- Supervision d'installations industrielles
- Robotique Industrielle
- Supervision des automates et réseaux
- Automatique et Robotique Industrielles pour l'Assemblage

## Programme de la licence
Le programme de cette licence professionnelle vient à varier en fonction de l'établissement et donc de l'option choisie.
Voici une liste des cours proposé pour la plupart des lP AII :
 Formation scientifique et humaine 
- Communication
- Économie droit/gestion
- Anglais
- Conduite de projets

 Formation technique 
- Asservissement et régulation numérique
- Capteurs
- Programmation orientée objet
- Supervision industrielle
- Automatisme

À cela vient s'ajouter les cours de l'option.

### Conditions d'accès
Le diplôme requis est un diplôme du Baccalauréat lorsque la formation dure trois ans, mais la licence professionnelle peut aussi être intégrée après obtention de 30 à 120 crédits ECTS, c'est-à-dire après avoir validé une formation d'une durée de un semestre à deux années.
Il peut s'agit entre autres de :
- DUT GEII, GTR, MP ;
- BTS Informatique Industrielle, CIRA, Électronique, Électrotechnique ;
- DEUG - STI, DEUST du domaine Génie Electrique.

Selon les parcours, certains établissements proposent des modules d'adaptation. 
La formation est également accessible dans certains établissements en contrat d'apprentissage, mais également après validation des acquis professionnels ou des acquis de l'expérience (VAP, VAE)